# Raschid Mohamed Raschid

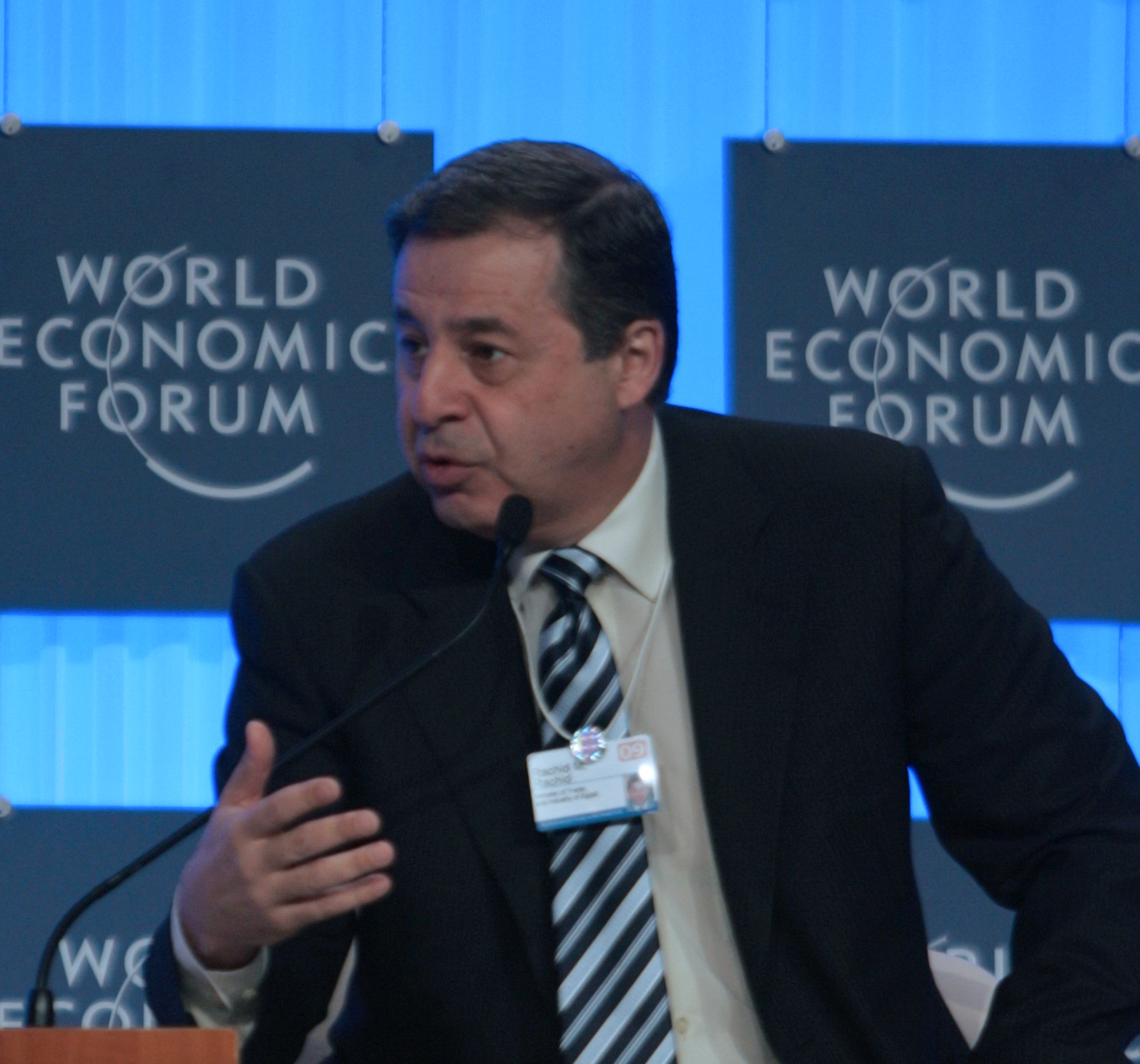
Raschid Mohamed Raschid beim Weltwirtschaftsforum 2009

Raschid Mohamed Raschid (arabisch رشيد محمد رشيد, DMG Rašīd Muḥammad Rašīd; * 1955 in Alexandria) ist ein ägyptischer Politiker. Er war von 2004 bis zur Revolution in Ägypten 2011, im Zuge deren er entlassen wurde, Handels- und Industrieminister seines Landes im Kabinett Nazif.
Am 4. Februar 2011 wurde ihm auf Antrag der Staatsanwaltschaft die Ausreise verboten und seine Bankkonten eingefroren.

## Werdegang
Rasheed wurde an der Universität Kairo Bachelor of Science des Maschinenbaus, daneben hat er Diplome in Betriebswirtschaft und Management der Stanford University, des Massachusetts Institute of Technology und der Harvard University.
Rasheed Mohammed Rasheed erbte seinem Vater eine Mehrheitsbeteiligung an der Aktiengesellschaft Fine Foods. Unilever tausche 1991 diese Mehrheitsbeteiligung an Fine Foods gegen Aktien von Unilever und Rasheed wurde Vorstand von Unilever für Ägypten, Nordafrika, den Nahen Osten und die Türkei. Sein Vorstandsposten bei Unilever ruhte für die Dauer seines Ministeramtes.
Im Außenhandels- und Industrieministerium, das er im Kabinett Nazif leitete, gingen die Ministerien Außenhandel, das von Youssef Boutros-Ghali geführt wurde, und das Industrieministerium, das von Ali El-Saeedi geführt wurde auf.
Rasheed ist verheiratet und hat drei Kinder.